# Свети Атанасий (Ленище)
Вижте пояснителната страница за други значения на Свети Атанасий.
„Свети Атанасий“ или „Свети Атанас“ (на македонска литературна норма: „Свети Атанасиј“, „Свети Атанас“) е православна възрожденска църква в прилепското село Ленище, Северна Македония. Църквата е под управлението на Преспанско-Пелагонийската епархия на Македонската православна църква.
Църквата е гробищен храм, разположен северозападно от селото. Изградена е в 1836 година и обновена в 1987 година. Представлява трикорабна сграда, с полукръгла апсида на източната страна.